# George Elokobi
George Nganyuo Elokobi (ur. 31 stycznia 1986 w Mamfé) – kameruński piłkarz somalijskiego pochodzenia występujący na pozycji lewego obrońcy. Obecnie gra w angielskim Leyton